# Ramiz Merko
Ramiz Merko (mazedonisch Рамиз Мерко; * 12. April 1957 in Struga, SFR Jugoslawien, heute Nordmazedonien) ist ein nordmazedonischer Politiker albanischer Ethnie und seit 2021 Bürgermeister der Opština Struga (vierte Amtszeit). Er gehörte zu den prominentesten Figuren der größten albanischen Minderheitenpartei Bashkimi Demokratik për Integrim (BDI) und war zwischen 2014 und 2016 Abgeordneter dieser politischen Partei im Parlament der Republik Nordmazedonien. 2023 suspendierte die BDI seine Parteimitgliedschaft aber aufgrund von Korruptionsvorwürfen und leitete eine interne Untersuchung ein. Seitdem ist er parteilos.

## Politische Karriere
Ramiz Merko wurde 2005 erstmals zum Bürgermeister der Gemeinde Struga gewählt und in den Jahren 2009, 2013, 2017 und 2021 in seinem Amt bestätigt. 2017 verließ er aber das Bürgermeisteramt, weil die Regierungskoalition der SDSM und BDI ihn zum Minister ohne Geschäftsbereich ernannte. Seit 2005 war er zudem Parteivorsitzender der BDI in Struga.
2007 eröffnete Merko in Struga die Hochschule mit dem Namen „Euro College“, die 2008 vom damaligen Bildungs- und Wissenschaftsminister Pero Stojanovski (VMRO-DPMNE) akkreditiert wurde und später in Internationale Universität Struga umbenannt wurde. Gegen diese Hochschule wurden immer wieder verschiedene Vorwürfe gemacht, unter anderem Diplomfälschungen. Die Universität gehört dem Unternehmen „Euro College“, dessen Eigentümer Genc Merko, Ramiz Merkos Sohn, ist.
2011 erklärte Merko, dass ein einmaliger Schuss aus einer Waffe an Hochzeiten und Festen erlaubt sein sollte. Das wäre seiner Meinung nach Tradition unter den Albanern. Seine Aussage nahmen die Medien und die Zivilgesellschaft sehr kritisch auf. Xhabir Derala von einer örtlichen NGO bezeichnete ihn als „ignorant“.
2013 klagten ihn die Strafverfolgungsbehörden an, als Bürgermeister den Bau eines illegalen Gebäudes an der Ohridseeküste erlaubt zu haben. Unter merkwürdigen Umständen ließen dieselben Behörden 2016 aber alle Anklagepunkte wieder fallen und bezeichneten sie plötzlich als „unbegründet“.
2014 wurde er ins nordmazedonische Parlament gewählt, wo die VMRO-DPMNE und seine Partei die Mehrheit und darauf aufbauend eine Regierungskoalition bildeten. Als nordmazedonischer Parlamentsabgeordneter war Merko zwischen 2014 und 2016 Mitglied des Parlamentarischen Budgetrats, des Legislativen Komitees, der Komitees für Bildung, Wissenschaft und Sport und für Örtliche Selbstverwaltung sowie der Parlamentarischen Gruppen für die Zusammenarbeit mit den Parlamenten der Staaten des Baltikums sowie der Volksrepublik China. Der Parlamentsgruppe für die Zusammenarbeit mit dem Parlament der Niederlande saß er vor. Im Komitee für Verkehr, Kommunikation und Umwelt war er stellvertretender Vorsitzender. Im Komitee für politisches System und interethnische Beziehungen war er stellvertretendes Mitglied.
Bei den Kommunalwahlen 2017 gewann Ramiz Merko mit insgesamt 13.927 Stimmen relativ knapp gegen seinen Herausforderer von der Aleanca për Shqiptarët, Ziadin Sela, der 13.136 Stimmen auf sich vereinigen konnte.

### Strafrechtliche Ermittlungen und Vorwürfe
2019 eröffnete die nordmazedonische Staatsanwaltschaft für organisierte Kriminalität und Korruption eine Voruntersuchung gegen Merko. Sie verdächtigte ihn des Amtsmissbrauches in Bezug auf den Erwerb von vier Gemeindeautos im Jahr 2018 im Totalwert von 114.000 Euro, einschließlich seines eigenen Transportautos, einem Audi A6 im Wert von 66.000 Euro. Zur Zeit der Beschaffung hatte Merkos Gemeindeverwaltung Schulden von etwa vier Millionen Euro angehäuft, eine beachtliche Summe für so eine kleine Gemeinde. Merko reagierte auf die Vorwürfe, indem er seine Enttäuschung zum Ausdruck gab, dass er damals nicht noch teurere Autos eingekauft hatte, wie es seiner Meinung nach für einen Bürgermeister gehöre.
Während seiner Amtszeiten machte Merko so einige kontroverse Aussagen. Mehrmals erklärte er beispielsweise, dass er das Problem der Straßenhunde in Struga schon längst lösen würde, indem er alle töten würde, „so wie Lämmer getötet werden“. Oder zum Beispiel seien die zahlreichen Bettler in der Stadt allesamt aus anderen Städten und ginge es nach ihm, hätte er alle „deportiert“. 2019 drohte die UNESCO damit, den Status des Natur- und Kulturerbes der Ohrid-Region herunterzustufen, weil illegale Bauten ein großes Problem an der Seeküste wären. Merko bestand aber darauf, dass es in Struga keine illegalen Gebäude gäbe.
Im Oktober 2021 warf ihm Idriz Istrefi von der oppositionellen Aleanca për Shqiptarët vor, dass die Gemeinde Struga von den zwei Millionen Euro, die sie von der Zentralregierung zur Begleichung eines Teils ihrer Schulden erhalten hatte, 1,2 Millionen an das Struganer Unternehmen „City Light“ ausbezahlt hätte. Anschließend hätte die Firma das Geld auf die Konti von Merko und einem seiner Geschäftspartner weitergeleitet. Merko bestritt alle Vorwürfe.
Anfang 2023 wurden erneut Vorwürfe vonseiten der Aleanca për Shqiptarët laut, wonach Merkos Sohn, Genc Merko, einen BMW 740d im Wert von etwa 100.000 Euro besäße. Sie fragte, wie sich jener dieses Auto leisten konnte.

### Einreiseverbot in die USA
Am 20. Juni 2023 erklärte die Botschaft der Vereinigten Staaten in Skopje, dass Ramiz Merko und seine Familie nicht mehr in die USA einreisen dürften. Das Außenministerium der Vereinigten Staaten warf Merko „Beteiligung an erheblicher Korruption“ vor; so soll er während seiner Amtszeiten als Struganer Bürgermeister Gelder veruntreut und in gerichtliche sowie andere öffentliche Verfahren eingegriffen haben. Laut Siniša-Jakov Marušić von Balkan Insight war er damit der erste Politiker aus der damaligen Regierungskoalition (SDSM-BDI), der wegen Korruption auf eine „schwarze Liste“ der USA kam. Zwar war Merkos Name bereits in der Vergangenheit regelmäßig in Zusammenhang mit Korruptionsvorwürfen sowie kontroversen Aussagen und Handlungen aufgetaucht, doch laut Marušić blieben die genauen Vorwürfe des US-amerikanischen Außenministeriums unklar. Der damalige nordmazedonische Ministerpräsident Dimitar Kovacevski (SDSM) bezeichnete die Unterstellungen als „seriös“ und der oppositionelle Parteivorsitzende der Lëvizja Besa sowie Bürgermeister der nordmazedonischen Stadt Tetovo, Bilal Kasami, nannte Merko bloß als „kleinen Fisch [im Teich]“ und forderte den Rücktritt von Ali Ahmeti, dem BDI-Parteivorsitzenden, sowie eine stärkere Anstrengung der nordmazedonischen Justiz im Kampf gegen die Korruption im Land.

### Prozess
Ende April 2024 lief im Hauptgericht von Struga noch der Prozess gegen Merko. Ihm drohten ein bis vier Jahre Haft. Im Juli kam noch eine weitere Anklage gegen ihn und zehn weitere Personen in seinem Umfeld wegen Amtsmissbrauches dazu. Dabei soll er seine Kompetenzen in Bezug auf ein Schwimmbecken-Baugesuch des Hotels „Drim“ klar überschritten und die stadtplanerischen Abläufe missachtet haben.

## Familie
Ramiz Merko ist verheiratet. Das Ehepaar hat drei erwachsene Kinder.